# Schlacht bei Dessau
Dessau – Lutter – Wolgast
In der Schlacht bei Dessau trafen während des Dreißigjährigen Kriegs am 25. April 1626 protestantische Truppen unter Graf Mansfeld auf ein kaiserliches Heer unter Wallenstein und wurden von diesem geschlagen.

## Vorgeschichte
Um zu verhindern, dass das Heer von Mansfeld oder das Heer des dänischen Königs Christian IV., aus Norddeutschland kommend, die Elbe überschreiten und in Richtung Schlesien oder Böhmen ziehen würde, hatte Wallenstein als erste militärische Operation nach seiner Ernennung im April 1625 im Winter 1625/26 die Elbebrücke bei Dessau besetzt. Auf dem rechten, östlichen Ufer der Elbe hatte er als Brückenkopf eine kleine Festung errichten lassen und auch auf dem linken, westlichen Ufer waren weitere Befestigungen entstanden. Dafür wurden tausende der vom Musterungskommissar Johann von Aldringen angeworbenen Söldner herangezogen, aber auch Bauern der Umgebung wurden zum Dienst gepresst.

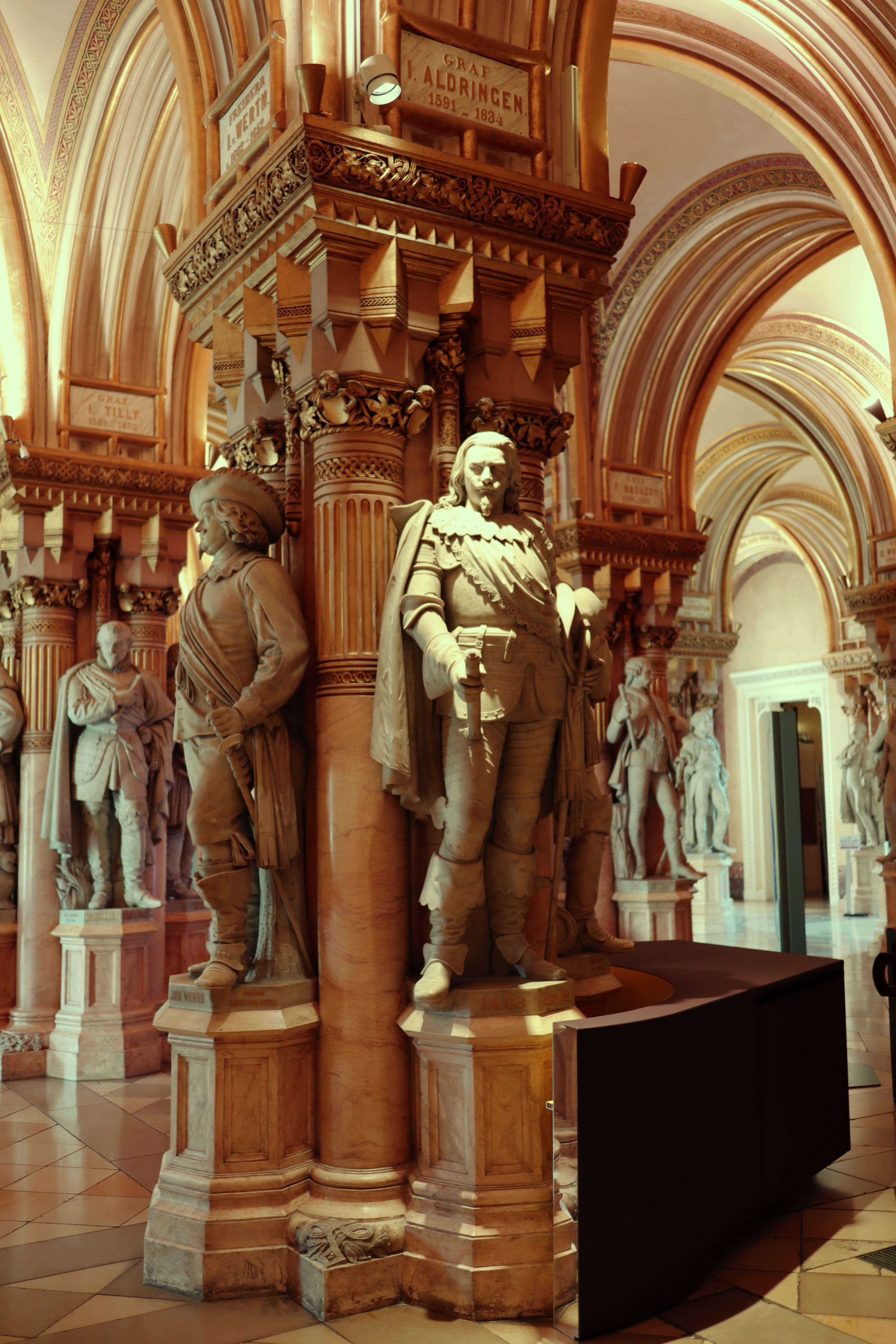
Statue Johann Graf von Aldringen

## Verlauf
Peter Ernst II. von Mansfeld brach im Frühjahr 1626 mit seinem etwa 12.000 Mann starken Heer von Brandenburg auf und zog am östlichen Ufer der Elbe entlang in Richtung Magdeburg. Anfang April erschien er mit seinem Heer vor dem festungsartigen Brückenkopf der Elbebrücke bei Dessau und ließ seinerseits mit Kanonen bestückte Schanzen bauen und Approchen graben. Warum sich Mansfeld zum Angriff auf die Brücke entschloss, ist nicht klar, denn er hätte die Elbe auch weiter südlich überschreiten können. Vielleicht wollte er keinen Feind in seinem Rücken wissen, wenn er in Richtung Böhmen und österreichische Erblande marschierte, aber es dürfte ihm auch darum gegangen sein, seinen angewelkten Ruhm wieder aufzufrischen und dem neu ernannten kaiserlichen General Wallenstein eine Niederlage zu verpassen. Aber er hatte seinen Gegner unterschätzt. Zwar fehlten Wallenstein damals noch militärische Erfahrungen, jedoch war er ein vorausschauender und gründlicher Planer, der seine erste Chance wahrnehmen wollte, sich einen Ruf als Feldherr zu verschaffen und seine Gegner am kaiserlichen Hof in Wien zu widerlegen.
Zunächst verblieb Wallenstein mit dem im Aufbau befindlichen Heer in seinem Hauptquartier in Aschersleben, wo er einen Angriff auf die Truppen des dänischen Königs vorbereitete. Zum Befehlshaber bei der Verteidigung des Brückenkopfes bestellte er seinen Musterungs- und Zahlungskommissar Johann von Aldringen, der schon militärische Erfahrung hatte. Ihm unterstanden zwei Regimenter und damit waren der Anzahl nach die kaiserlichen Truppen den Truppen von Mansfeld hoffnungslos unterlegen. Jedoch war der Brückenkopf stark befestigt und Aldringen verfügte über 86 Kanonen bester Qualität, welche die Verteidigungsmaßnahmen wirksam unterstützen konnten. Zudem waren die Kanonen so geschickt in Gräben und Feldbefestigungen versteckt positioniert, dass ihre Zahl geringer erschien, als sie tatsächlich war. Als Mansfeld nach seinem Eintreffen einen Sturmangriff auf den Brückenkopf anordnete, scheiterte er vollständig. Durch geschickte Verteidigungsmaßnahmen mit nächtlichen Ausfällen konnte Aldringen den Brückenkopf mehrere Tage lang halten. Mehrfach bat er Wallenstein um Unterstützung und auf Grund der schwieriger werdenden Situation zog Wallenstein mit dem gesamten Heer zur Elbbrücke, wo er am 14. April eintraf.
Am 25. April kam es zur entscheidenden Schlacht. Am Morgen des Tages entschloss sich Mansfeld zum Sturm auf die Verteidiger der Brücke. Die Schlacht dauerte insgesamt sechs Stunden und war damit ungewöhnlich lang. Sämtliche Angriffe von Mansfelds Soldaten auf die stark befestigten kaiserlichen Stellungen wurden abgewiesen und dann erfolgte der Gegenangriff. Gedeckt vom Beschuss des linken Flügels der Mansfeldischen Truppen durch die auf dem westlichen Ufer der Elbe postierte kaiserliche Artillerie brach das kaiserliche Heer unter der Führung Wallensteins aus dem Brückenkopf aus und griff an. Als Mansfeld schon den Rückzug befohlen hatte, griffen die Kürassiere des Grafen Heinrich Schli(c)k aus einem Hinterhalt in einem Wäldchen heraus die Flanke Mansfelds an, was den geordneten Rückzug in eine wilde Flucht ausarten ließ. Das Regiment des Grafen Schli(c)k hatte Wallenstein am Vormittag während einer Schlachtpause heimlich über die Brücke ziehen und sich im Wäldchen verstecken lassen. Als zuletzt auch noch Mansfelds Pulverwagen explodierten, glaubten sich die Mansfeld-Truppen von allen Seiten umzingelt und das ohnehin schon vorhandene Chaos vergrößerte sich.
Die Schlacht kostete etwa drei- bis viertausend Soldaten Mansfelds das Leben, darunter auch hohe Offiziere, Oberste und Kapitäne. Etwa 1500 Mann wurden gefangen genommen und nach den militärischen Regeln der Zeit wenig später in das Heer Wallensteins eingegliedert. Wallenstein verfolgte Mansfeld bis zum Abend nach Zerbst, nahm die Verfolgung am nächsten Tag aber nicht wieder auf, sondern kehrte nach Aschersleben zurück. Von der Armee Mansfelds waren nur noch zirka 5000 Mann übriggeblieben.

## Nachwirkungen
Die Schlacht bei Dessau war der erste militärische Erfolg Wallensteins in kaiserlich-habsburgischen Diensten und er berichtete in Briefen an den Kaiser stolz 
Kann E. Kaiserliche Majestät gehorsamlich unberichtet nit lassen, wie heutigen Tages Gott, welcher allzeit E. Majestät gerechter Sache beigestanden, mir das Glück gegeben, daß ich den Mansfelder aufs Haupt geschlagen habe.
Am kaiserlich Hof in Wien jedoch wurde Wallenstein vorgeworfen, dass er den Erfolg nicht dazu genutzt habe, Mansfeld endgültig zu besiegen. Wallenstein aber sah die weitere Entwicklung skeptisch und begründete die am Hof in Wien kritisierte Weigerung, Mansfeld zu verfolgen, mit Gefahren in Mitteldeutschland, die vom dänischen König drohten, mit der schlechten Verpflegungslage des Heeres und mit drohender Meuterei der Soldaten. Mansfeld erholte sich in der Tat sehr schnell von der Niederlage, zog in das Gebiet des wehrlosen Brandenburgs und füllte seine Truppen durch Schotten, Dänen und das Heer des Herzogs Johann Ernst von Weimar wieder auf. Nach nur sechs Wochen Aufenthalt in der Altmark hatte Mansfelds Armee wieder die gleiche Truppenstärke wie vor der Schlacht.
Auch Johann von Aldringen betonte in Briefen nach Wien seine Verdienste in der Schlacht und wurde daraufhin zum Freiherrn ernannt. Wallenstein erfuhr von diesem Briefwechsel und bezeichnete Aldringen daraufhin despektierlich als „Tintenkleckser“, womit er auf dessen niedere Herkunft und seine ehemalige Tätigkeit als Sekretär anspielte. Aldringen verzieh Wallenstein die spöttische Bemerkung nie und war zehn Jahre später am Komplott beteiligt, das zur Absetzung und im Februar 1634 schließlich zur Ermordung Wallensteins führte.